# Start Bay
Start Bay är en vik i Storbritannien.   Den ligger i riksdelen England, i den södra delen av landet, 280 km sydväst om huvudstaden London.